# Groene pauw
De groene pauw (Pavo muticus) is een vogel uit de orde van de hoendervogels. Net als de andere pauwensoort, de blauwe pauw, is de groene pauw een kleurrijke vogel.

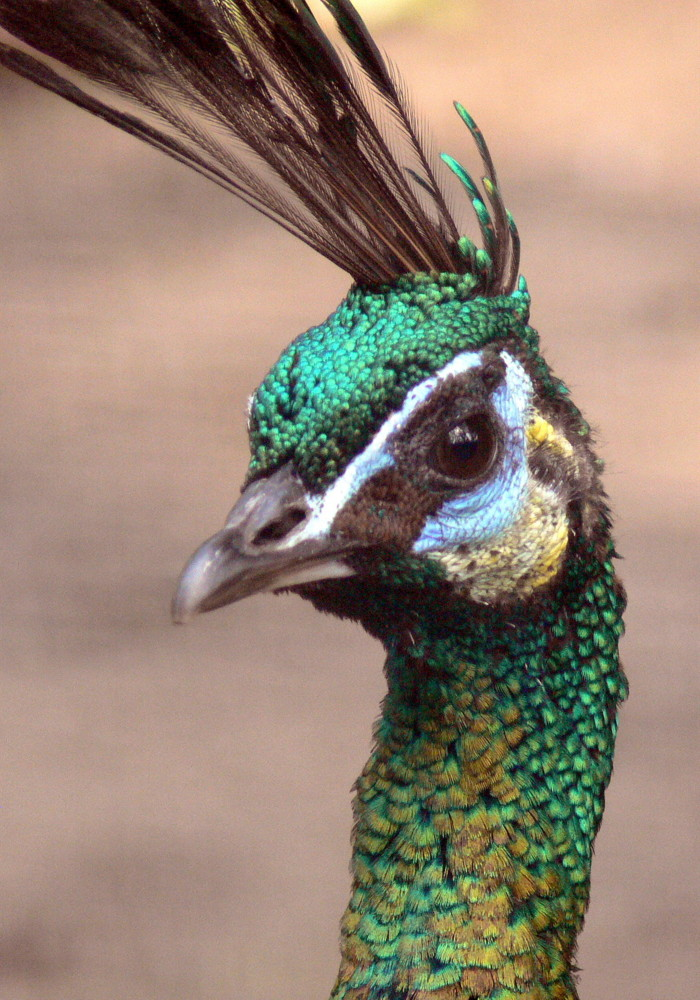
Vrouwtje

## Kenmerken
De staart van het mannetje kan uitgewaaierd worden tot een grote waaier die indruk maakt op het vrouwtje. Het vrouwtje is minder gekleurd dan het mannetje en heeft geen staart die ze uit kan vouwen. Het onderscheid tussen de beide seksen is echter niet zo groot als bij de blauwe pauw. In gevangenschap blijken blauwe en groene pauwen gemakkelijk te kruisen.

## Voortplanting
De groene pauw leeft in kleine groepjes bestaande uit de haan, zijn harem en de jongen. Nadat de eieren zijn uitgekomen zorgt de hen nog lange tijd voor het jong. Mannetje en vrouwtje maken hun nest meestal in een kuiltje in de grond tussen de struiken. Maar soms ook in een dikke boom, in een leeg roofvogelnest, of zelfs op een gebouw. Het nest wordt bedekt met wat dorre bladeren of gras.

## Verspreiding en leefgebied
Groene pauwen komen in het wild voor in Zuidoost-Azië, het uiterste noordoosten van India en op het Indonesische eiland Java.
Er worden drie ondersoorten onderscheiden:
- P. m. spicifer: van noordoostelijk India en Bangladesh tot westelijk Myanmar.
- P. m. imperator: van oostelijk Myanmar tot Thailand, Indochina en zuidelijk China.
- P. m. muticus: westelijk Maleisië en Java.

Vroeger werd deze soort pauw waargenomen in een groot aantal typen natuurlijke, tropische en subtropische bossen, zowel loofbos als gemengd bos, moerasbos, half open bosgebieden, bosranden, bamboebos, graslanden, savanne, gebieden met struikgewas en de randen van cultuurlandschap zoals akkerland in laagland en tot op 2100 m boven zeeniveau. Het huidige leefgebied beperkt zich tot droog loofbos waarbij de hoogste dichtheden worden aangetroffen in de buurt van weinig tot niet aangetaste rivieren en draslanden.

## Status
De grootte van de populatie werd in 2016 door BirdLife International geschat op 15 tot 30 duizend individuen en de populatie-aantallen nemen af door bejaging, illegale handel en habitatverlies. Er wordt op de vogel gejaagd voor het vlees en voor de handel in sierveren. Daarnaast wordt het leefgebied aangetast door versnippering en ontbossing waarbij natuurlijk bos wordt omgezet in gebied voor agrarisch gebruik, de aanleg van infrastructuur en menselijke nederzettingen. Om deze redenen staat deze soort als bedreigd op de Rode Lijst van de IUCN.
Er gelden beperkingen voor de handel in deze soort pauw, want de soort staat in de Bijlage II van het CITES-verdrag.